# تیراندازی با کمان در المپیک تابستانی ۲۰۰۰
تیراندازی با کمان در بازی‌های المپیک تابستانی ۲۰۰۰ نام رویداد ورزش تیراندازی با کمان در بازی‌های المپیک تابستانی بود که در سال ۲۰۰۰ برگزار شد.

## جدول مدال‌ها
| رتبه | کشور                      | طلا | نقره | برنز | مجموع |
| ۱    | کره جنوبی (KOR)           | ۳   | ۱    | ۱    | ۵     |
| ۲    | استرالیا (AUS)            | ۱   | ۰    | ۰    | ۱     |
| ۳    | ایالات متحده آمریکا (USA) | ۰   | ۱    | ۱    | ۲     |
| ۴    | ایتالیا (ITA)             | ۰   | ۱    | ۰    | ۱     |
| ۴    | اوکراین (UKR)             | ۰   | ۱    | ۰    | ۱     |
| ۶    | آلمان (GER)               | ۰   | ۰    | ۱    | ۱     |
| ۶    | هلند (NED)                | ۰   | ۰    | ۱    | ۱     |

## کشورهای شرکت کننده
چهل و شش کشور ورزشکاران خود را برای رقابت با یک دیگر به این رقابت ها فرستادند. در پایین این کشور ها فهرست شده اند. در پرانتز تعداد ورزشکارانی که از آن کشور در مسابقات بودند نوشته شده است.
- ساموآی آمریکا (۱)
- استرالیا (۶)
- بلاروس (۲)
- بلژیک (۱)
- بوتان (۲)
- کانادا (۱)
- جمهوری آفریقای مرکزی (۱)
- شیلی (۱)
- چین (۶)
- چین تایپه (۳)
- کوبا (۴)
- دانمارک (۱)
- مصر (۱)
- السالوادور (۱)
- فنلاند (۳)
- فرانسه (۵)
- گرجستان (۳)
- آلمان (۴)
- بریتانیای کبیر (۳)
- یونان (۱)
- اندونزی (۱)
- ایتالیا (۶)
- ژاپن (۵)
- قزاقستان (۴)
- کنیا (۱)
- کره شمالی (۱)
- کره جنوبی (۶)
- موریس (۱)
- مکزیک (۲)
- میانمار (۱)
- هلند (۳)
- نیوزیلند (۲)
- نروژ (۴)
- فیلیپین (۱)
- لهستان (۵)
- پرتغال (۱)
- روسیه (۴)
- اسلوونی (۱)
- آفریقای جنوبی (۲)
- اسپانیا (۱)
- سوئد (۶)
- ترکیه (۶)
- اوگاندا (۱)
- اوکراین (۶)
- ایالات متحده آمریکا (۶)
- وانواتو (۱)